# Wounded Rhymes
Wounded Rhymes är ett musikalbum av Lykke Li släppt i februari 2011. Det är hennes andra studioalbum och har blivit en internationell framgång med placering på de för musikindustrin viktiga albumlistorna i Storbritannien och USA. "Get Some" och "I Follow Rivers" har släppts som singlar från albumet. Albumet producerades av Björn Yttling. Skivan rankades av Sonic Magazine i juni 2013 som det 59:e bästa svenska albumet någonsin.

## Låtlista
(kompositör inom parentes)
1. "Youth Knows No Pain"  (Lykke Li, Björn Yttling, Rick Nowels) - 2:59
2. "I Follow Rivers" (Li, Yttling, Nowels) - 3:48
3. "Love Out of Lust" (Li, Yttling, Nowels) - 4:43
4. "Unrequited Love" (Li, Yttling) - 3:11
5. "Get Some" (Li, Yttling) - 3:22
6. "Rich Kids Blues" (Li, Yttling) - 3:01
7. "Sadness Is a Blessing" (Li, Yttling, Nowels) - 4:00
8. "I Know Places" (Li, Yttling) - 6:06
9. "Jerome" (Li, Yttling, Nowels) - 4:22
10. "Silent My Song" (Li, Yttling) - 5:24

## Listplaceringar
- Billboard 200, USA: #36[2]
- UK Albums Chart, Storbritannien: #37
- VG-lista, Norge: #3[3]
- Sverigetopplistan, Sverige: #2[4]